# Gare d’Aubigné-Racan
Gare d’Aubigné-Racan vasútállomás Franciaországban, Aubigné-Racan településen.

## Vasútvonalak
Az állomást az alábbi vasútvonalak érintik:
- Tours–Le Mans-vasútvonal

## Kapcsolódó állomások
A vasútállomáshoz az alábbi állomások vannak a legközelebb:
- Gare de Mayet (Gare du Mans, Tours–Le Mans-vasútvonal)
- Gare de Vaas (Gare de Tours, Tours–Le Mans-vasútvonal)